# 595
عام 595 م وفيه حدث ما يلي:

## أحداث
- النبي محمد يتزوج خديجة بنت خويلد.
- نهاية حكم ملك فرنسا شيلديبيرت الثاني، حيث كانت مدة حكمه مابين 575 - 595م.
- بداية حكم ملك فرنسا ثيوديبيرت الثاني، حيث كانت مدة حكمه ما بين 595 - 612م.
- بداية حكم ملك فرنسا ثيودوريك الثاني، {في بيرجندي وأورليان} 595 - 613.م
- البدء بإنشاء أقدم جسر قوسي حجري ذو عروة عقد بالعالم. وهو جسر أنجي، وهو جسر قوسي أثري، يقطع نهر زياو في زهاو، مقاطعة هيبيه، الصين. واستمرت أعمال إنشائه حتى عام 605 م.

## مواليد
- زينب بنت خزيمة، زوجة النبي محمد.
- سعد بن أبي وقاص، صحابي.

## وفيات
- يشوعيهب الأول، بطريرك كنيسة المشرق في الفترة (582-595).